# Аокі Сін'я
Сін'я Аокі (яп. 青木 真 也; 9 травня 1983,  Сідзуока) — японський боєць змішаного стилю, представник легкої і напівсередньої вагових категорій. Виступає на професійному рівні з 2003 року, відомий участю в турнірах таких бійцівських організацій як Pride, Dream, Strikeforce, Bellator, ONE Championship ,  Rizin FF, володів титулом чемпіона Dream в легкій вазі. Відомий надзвичайно хорошими борцівськими навичками — 27 перемог і жодної поразки підкоренням.

## Біографія
Сін'я Аокі народився 9 травня 1983 року в місті Сідзуока. Вже з раннього дитинства почав серйозно займатися дзюдо, успішно виступав на міжнародному та національному рівні. Пізніше захопився бразильським джіу-джитсу де домігся чорного пояса. Закінчив Університет Васєда.

### Початок професійної кар'єри
Дебютував в змішаних єдиноборствах на професійному рівні в листопаді 2003 року, за один вечір отримавши перемогу одразу над двома суперниками. Перший час бився в організаціях Deep і Shooto в яких здобув кілька гучних перемог за допомогою больових прийомів, зокрема зламав руку американцю Кіту Вишневському. Більшість поєдинків вигравав, програвши тільки Дзютаро Накао і Хаято Сакураї, хоча останній програш, що закінчився суддівським рішенням, був відзначений як вельми спірний. У підсумку завоював титул чемпіона Shooto в напівсередній вазі, вигравши одноголосним рішенням у Акіри Кікуті.

### Pride Fighting Championships
Маючи в послужному списку сім перемог і лише дві поразки, в 2006 році Аокі привернув до себе увагу найбільшої японської організації Pride Fighting Championships і дебютував тут з перемоги «трикутником» над Джейсоном Блеком. Далі мав зустрітися з висхідною зіркою легкого дивізіону Гілбертом Мелендес, однак той отримав травму і на заміну вийшов Клей Френч, якого Аокі так само змусив здатися за допомогою трикутника. Бій з Мелендеса планувався на наступному турнірі, але з невідомих причин так і не відбувся. Замість цього японський боєць вийшов на ринг проти норвежця Йоакіма Хансена, якого примусив до здачі досить рідкісним задушливим прийомом гогоплата — за всю історію ММА це була всього лише друга перемога за допомогою гогоплати (після перемоги Рюсуке Уемура над Ісао Терада роком раніше).
Одночасно з виступами в Pride Аокі періодично продовжував з'являтися на турнірах Shooto, зокрема в 2007 році знову зустрівся з Кікуті і захистив свій чемпіонський пояс. У четвертому і останньому своєму бою в Pride переміг маловідомого представника Нідерландів Бріана Ло-А-Нджое. Закінчив рік виступом на великому турнірі Yarennoka!, Де переміг срібного олімпійського призера з дзюдо Чон Бугьона, який вийшов на заміну замість травмованого Жесіаса Кавалканті, і для якого цей поєдинок виявився дебютним в ММА.

### Dream
Незабаром після того як Pride припинив своє існування в 2008 році Сін'я Аокі приєднався до новоствореної організації Dream, де активно виступав протягом трьох наступних років ставши одним з найуспішніших її бійців. На першому ж турнірі в рамках стартового етапу гран-прі легкій ваговій категорії бився з Жесіасом Кавалканті, але цей бій в підсумку був визнаний таким що не відбувся — в першому раунді бразилець наніс кілька заборонених ударів ліктем ззаду по шиї Аокі, той отримав струс шийних хребців, і лікар заборонив йому продовжувати поєдинок. У проведеному трохи пізніше повторному матчі між ними японський боєць виграв одноголосним рішенням суддів і тим самим пробився в чвертьфінальну стадію гран-прі. Після перемог у чвертьфіналі і фіналі у вирішальному бою боровся з Йоакимом Хансеном за введений титул чемпіона, але на цей раз поступився йому технічним нокаутом — таким чином перервалася його вражальна безпрограшна серія з тринадцяти боїв.
Аокі відзначився перемогою над Едді Альваресом на новорічному турнірі Dynamite !! 2008. Він планував взяти участь у гран-прі Dream напівсередньої ваги але вже на стартовому етапі зазнав поразки від Хаято Сакураї. Брав участь в п'ятихвилинному показовому виступі на турнірі M-1 Challenge в Токіо зі знаменитим російським важковаговиком українського походження Федіром Ємельяненко — Ємельяненко зробив замок ахілла і змусив Аокі здатися.
Після перемоги над бразильцем Вітором Рібейру Сін'я Аокі знов удостоївся права змагатися за титул чемпіона Dream в легкій вазі і в третій раз зустрівся на рингу з Йоакімом Хансеном — він забрав чемпіонський пояс собі, вигравши у норвежця в другому раунді з допомогою задушливого прийому ззаду.
На новорічному турнірі Dynamite!!2009 в брутальному стилі переміг Мідзута Хіротою, зламавши йому руку вже на початку першого раунду.
У 2010 році був запрошений виступити у великій американській організації Strikeforce — тут нарешті відбувся його довгоочікуваний бій з Гілбертом Мілендесом, причому на кону стояв належний Мілендесу титул чемпіона, проте за підсумками п'яти раундів Аокі програв одноголосним суддівським рішенням. Зазнавши в США поразки Аокі продовжив виступати на батьківщині, зокрема захистив свій титул чемпіона Dream в поєдинках з Тацуя Кавадзірі і Сатору Кітаока. У квітні 2012 року на турнірі Bellator знову зустрівся з Едді Альваресом і цього разу програв йому технічним нокаутом.

### ONE Championship
У червні 2012 року Аокі підписав ексклюзивний контракт з великою азіатською організацією ONE Championship згодом завоював титул чемпіона в легкій ваговій категорії і зумів двічі його захистити.
Також відзначився виступом на дебютному турнірі новоствореного промоушена Rizin fighting federation що був новим проектом організації Pride, де взяв верх над ветераном японського ММА Казуші Сакурабою.
Проте повернувшись в ONE програв філіппінцю Едуарду Фалаянгу (якому згодом помстився) та непереможеному американцю Бену Аскрену на 57 секунді першого раунду. Проте морально Аокі не впав і виграв наступні чотири поєдинки.
17 травня 2019 неочікувано програв сінгапурському проспекту Кріштіану Лі технічним нокаутом на 51 секунді другого раунду якому на момент бов всього 21 рік.
Останній свій поєдинок виграв проти філіппінця Хоноріо Банаріо підкоренням через захват д'Арк на 54 секунді першого раунду.

### Неадекватна поведінка
31 грудня 2009 року Аокі зустрівся з японцем Мізуто Хіротою який виступав в UFC та робив скандальні заяви на адресу Тобікан Дзюдоїста. Під час поєдинку Аокі одразу притиснув суперника до канатів і перевів в партер, проте Хірота відмовлявся здаватися. Тоді Аокі замкнув Хаммерлок — одну вільну руку навмисне притиснув до канату. Хіроті довелося кричати і рефері зупинив бій. Неочікувано Аокі також закричав і показав побитому супернику середній палець, потім бігав з ним по всій арені. Тренер Аокі покинув його через це.
31 грудня 2014 на дрібному промоушені IGF — Inoki Bom-Ba-Ye переміг іншого японця, нокаутера Юкі Ямамото захватом Твістер. Потім Аокі вклонився йому кілька разів та знову показав середні пальці.

## Цікаві факти
- За всю ММА карєру Аокі нікому не вдалося підкорити. 28 з 44 його перемог отримано підкоренням.
- Прізвисько Дзюдоїст Тобіка отримав на честь летючої риби через вміння замикати сабмішени просто в повітрі.
- За всі 54 поєдинки лише двічі змагався у дрібних лігах (Поєдинки проти Ташікацу Харада і Юкі Ямамото).